# Laphria fulvipes
Laphria fulvipes là một loài ruồi trong họ Asilidae. Laphria fulvipes được Ricardo miêu tả năm 1913. Loài này phân bố ở miền Australasia.